# Ita Ford
Ita Ford, née le 23 avril 1940 à Brooklyn aux États-Unis et morte au Salvador le 2 décembre 1980, assassinée avec d'autres missionnaires par un escadron de la mort, est une religieuse américaine des Sœurs de Maryknoll de saint Dominique.

## Biographie
Née à New York dans le quartier de Brooklyn, Ita Ford est la fille d'un agent d'assurances mis à la retraite à cause de la tuberculose, William Patrick Ford, et de son épouse, née Mildred Teresa O'Beirne, enseignante dans le public. Elle a un frère aîné, William (1936-2008), et une sœur cadette, Irene. Son père est un cousin d'Austin B. Ford, dont le fils, Francis Xavier Ford (1892-1952), fut le premier séminariste de la société de Maryknoll, fondée en 1911 pour l'envoi de missionnaires catholiques dans les pays pauvres. Il fut envoyé après son ordination en 1917 en Chine, où il mourut martyrisé en 1952. Ita avait douze ans à l'époque.
Elle entre à l'école paroissiale de Bay Ridge tenue par les religieuses de la Visitation et poursuit ses études secondaires chez les religieuses de Saint-Joseph, puis au Marymount Manhattan College. Elle déclare à une amie, lorsqu'elle a quinze ans, qu'elle a le désir d'entrer chez les Sœurs de Maryknoll. Elle y entre à l'âge de vingt-et-un ans, mais elle doit quitter le noviciat trois ans plus tard à cause de problèmes de santé.
Ita Ford travaille alors comme journaliste dans une maison d'édition de presse pendant sept ans, et demande à nouveau son admission chez les religieuses de Maryknoll en 1971. Elle est acceptée et envoyée en Bolivie en 1972, puis au Chili, quelque temps avant le coup d'État du 11 septembre 1973. Elle habite à Santiago avec sœur Clara Piette dans un quartier pauvre, où les deux religieuses s'occupent des besoins de la population locale démunie. Elle passe ensuite une année de réflexion obligatoire aux États-Unis, en 1978-1979, avant de prononcer ses vœux définitifs, en mars 1980. Sœur Ita Ford et sœur Clara Piette sont envoyées au Salvador, où la guerre civile fait rage. Elles arrivent le même jour que les funérailles d'Óscar Romero.
En juin, les deux religieuses commencent à collaborer au comité d'urgence pour les réfugiés de Chalatenango, mais Clara Piette meurt dramatiquement dans une inondation, le 23 août 1980. Ita Ford lui doit la vie, car, avant de mourir, la sœur a eu la force de la pousser hors du véhicule pris par les eaux du fleuve. Les deux religieuses ont collaboré pendant sept ans et meurent à trois mois d'intervalle. Une autre religieuse de Maryknoll vient donc rejoindre Ita ford. Il s'agit de Maura Clarke qui mourra martyre avec elle.

## Le meurtre et ses conséquences
Les deux religieuses sont envoyées à Managua en novembre 1980 pour assister à une assemblée régionale de leur congrégation, suivie de conférences. Ita Ford lit le message suivant à la messe de clôture du 1er novembre 1980. Il s'agit d'une des dernières homélies d'Óscar Romero :
« Le Christ nous invite à ne pas craindre la persécution, car, croyez-moi, frères et sœurs, celui qui s'engage pour le pauvre doit suivre le même destin que lui, et nous savons ce que cela signifie au Salvador le destin du pauvre, c'est de disparaître, d'être torturé, tenu en captivité, et trouvé mort ».
Le lendemain, les deux missionnaires prennent l'avion pour rentrer au Salvador. Une autre religieuse, qui est ursuline, Dorothy Kazel, vient les chercher, accompagnée d'une jeune femme laïque en mission au Salvador, Jean Donovan.
Cinq hommes en civil d'un escadron de la mort les arrêtent, les emmènent de force dans un lieu reculé, puis les violent et les assassinent à coups de mitraillette. 
Selon la société de Maryknoll, le meurtre des quatre missionnaires est prémédité et commandité par de hauts responsables de la Garde nationale (La Guardia nacionál) qui assimilent l'œuvre des religieuses à un appui aux pauvres, parfois recrutés dans la guérilla marxiste. La commission des Nations unies (Commission pour la vérité au Salvador) conclut son enquête dans ce sens. Cependant les hauts responsables ne sont pas jugés, l'un d'eux, le général Eugenio Vides Casanova a même un temps été ministre de la défense de Duarte. Seuls les hommes de main sont condamnés à trente ans de prison en 1984 (Trois sur cinq sont libérés pour bonne conduite en 1998). Les critiques dans la presse internationale font état de pressions de fonctionnaires américains dans un sens modéré. Certains faits sont omis ou minimisés. L'aide américaine de Jimmy Carter est suspendue pendant un temps.
Finalement les deux généraux impliqués sont condamnés plus tard à verser des indemnités aux familles des victimes. Ils ont émigré en Floride.
Le frère de sœur Ita Ford, William P. Ford (1936-2008), qui était avocat, a passé vingt-cinq ans de sa vie à tenter d'obtenir justice auprès du système judiciaire américain, pour sa sœur et ses trois compagnes. Il a travaillé avec Human Rights First et d'autres organisations afin d'attaquer en justice les généraux salvadoriens.

## Source
- (en) Cet article est partiellement ou en totalité issu de l’article de Wikipédia en anglais intitulé « Ita Ford » (voir la liste des auteurs).